# Национално знаме на Венецуела
Националното знаме на Венецуела има правоъгълна форма с отношение ширина към дължина е 2:3 и се състои се от три еднакви цветни полета – жълто отгоре, синьо в средата и червено отдолу. В центъра на синьото поле, във формата на полукръг са разположение 8 бели петлъчеви звезди. Държавното знаме на Венецуела се отличава от националното по това, че на него присъства герба на страната, разположен в лявата част на жълтото поле.
Жълтият цвят символизира богатството на венецуелската земя, синият морето, разделящо Венецуела от Испания, а червеният е символ на кръвта, пролята за независимостта на страната.

## История
За първи път знаме с три хоризонтални цветни полета в жълто, синьо и червено се използва от Франциско де Миранда при дебаркирането му в Ла Вела де Коро на 12 март 1806 г. След провъзгалсяването на независимост, този флаг е приет за официален от националния конгрес на 15 юли 1811 г.
През 1817 г. на синьото поле на знамето се добавят 7 звезди, символизиращи седемте провинции на стрната: Каракас, Баринас, Барселона, Кумана, Маргарита, Мерида и Трухильо. През 2006 г. се добавя още една звезда.